# Верніка

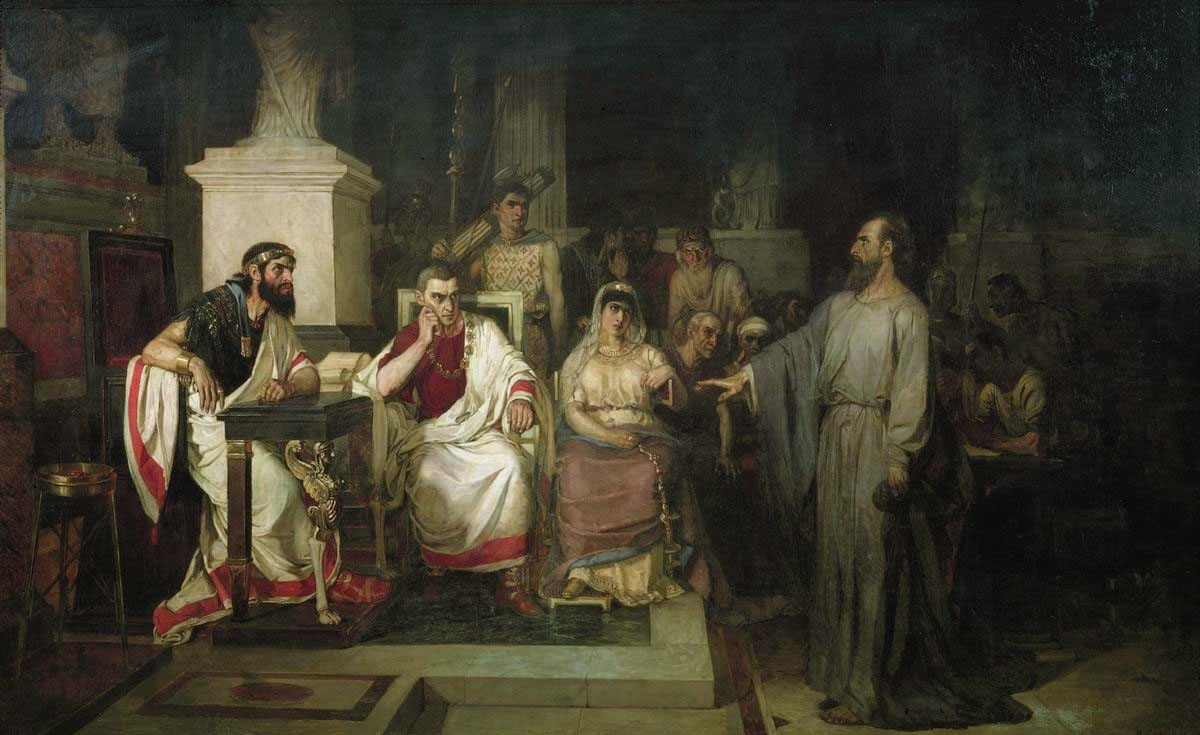
Апостол Павло перед судом у присутності царя Агріппи, його сестри Верніки та проконсула Феста(Василь Суриков, 1875)

Верніка (Береніка, Berenice, бл 28 — після 79) — юдейська цариця, дочка Ірода Агріппи I та Кіпри (Кіпрос), сестра і співравителька Ірода Агріппи II. Була коханкою майбутнього імператора Тита.

## Шлюби
Перший раз її видали заміж у 13 років за Марка Юлія Олександра, сина алабарха Олександра Лісимаха. Проте скоро і десь перед 44 роком її чоловік помер і Верніка залишилася вдовою. Після смерті Марка була видана вдруге за свого дядька — царя  Ірода Халкіського. У шлюбі народилися два сини Беренікіан і Гіркан. Овдовіла вдруге у 48 році та оселилася при дворі свого брата Ірода Агріппи II. З іншої сторони імператор Клавдій по смерті Ірода Халкіського передає і права на князівство померлого Ірода Халкіського — Іроду Агріппі II. 
Близько 65 року Верніка стала дружиною царя Кілікії Марка Антонія Полемо II. Для вступу в шлюб цар зробив обрізання і прийняв юдаїзм. За переказами Йосипа Флавія, Береніка через свою нестриманість незабаром покинула свого чоловіка і продовжила жити при дворі брата. За чутками свого часу Береніка була в кровозмішаному зв'язку зі своїм братом Агріппою. Йосиф Флавій також повідомляє, що вона одружилася з царем Полемо ІІ так як «розраховувала покінчити з усіма плітками»..

## Новий Завіт
Дії Апостолів описують подію 60 року, коли апостол Павло був на суді у Кесарії Палестинській перед Порцієм Фестом, Іродом Агріппою II, та Вернікою:
та викладають їх ставлення до апостола:

## Імператор Тит
Імператор Тит приїхав у Юдею 67 року на зміну Цестію Галлу коли там спалахнуло повстання проти Риму і закохався у Верніку. Цим зв'язком пояснюється і друге повернення Тита у Юдею у 69 році. Лише у 75 році Верніка слідує за Титом у Рим як його заручена. У аристократичній верхівці Рима наростало невдоволення цим зв'язком і вона змушена покинути місто. Проте після сходження на трон Тита у 79 році Верніка знову у Римі. Її сподівання не збулись — імператор Тит із державницьких міркувань розлучився з нею. Після цього слід її у історії зникає.